# 中国人民解放军中部战区空军
中国人民解放军中部战区空军（英文：Central Theater Command Air Force），机关驻地北京市，是中国人民解放军中部战区的空军。

## 沿革
2016年2月1日，中国人民解放军战区成立大会在北京八一大楼举行。中共中央总书记、国家主席、中央军委主席习近平向东部战区、南部战区、西部战区、北部战区、中部战区授予军旗并发布训令。2016年2月初，空军召开东部、南部、西部、北部、中部战区空军成立大会，中央军委委员、空军司令员马晓天，空军政委于忠福，分别向5个战区空军授军旗。中国人民解放军中部战区空军机关驻北京市。中部战区空军部队来自原北京军区空军，以及原济南军区空军一部。

## 编制

### 本级中共组织
- 中国共产党中国人民解放军中部战区空军委员会

### 机关职能部门
- 参谋部
- 政治工作部
- 保障部
- 纪律检查委员会

### 直属单位
- 中部战区空军训练基地
- 空军天津航空装备训练基地
- 中国人民解放军空军第九八六医院

### 基地
- 大同基地
- 武汉基地

### 部隊

#### 軍區直属部队
- 信息通信旅[5]（直属中部战区空军参谋部）

#### 殲擊機部隊
| 航空兵部队 | 驻地                   | 战术编号 | 机型   | 备注                 |
| ---------- | ---------------------- | -------- | ------ | -------------------- |
| 空19旅     | 河北张家口宁远机场     | 63X0X    | 歼-20A | 大同基地             |
| 空21旅     | 北京市延庆区永宁机场   | 63X2X    | 歼-11B | 大同基地             |
| 空43旅     | 山西朔州市怀仁机场     | 65X4X    | 歼-10A | 大同基地（雁门天虎） |
| 空70旅     | 河北唐山市遵化机场     | 68X1X    | 歼-10A | 大同基地             |
| 空72旅     | 天津市武清区杨村机场   | 68X3X    | 歼-10C | 大同基地             |
| 空52旅     | 湖北武汉市山坡机场     | 66X3X    | 歼-7G  | 武汉基地             |
| 空53旅     | 湖北襄阳市老河口市机场 | 66X4X    | 歼-10B | 武汉基地             |
| 空56旅     | 河南郑州市马头岗机场   | 66X7X    | 歼-20A | 武汉基地（中原雄鹰） |

#### 轟炸機部隊
| 航空兵部队 | 驻地             | 战术编号 | 机型  | 备注                                 |
| ---------- | ---------------- | -------- | ----- | ------------------------------------ |
| 空106旅    | 河南南阳市内乡县 | 55X3X    | 轰-6N | 中部战区空军直属                     |
| 空107团    | 陕西西安市临潼区 | 4XX7X    | 轰-6H | 中部战区空军第36轰炸机师             |
| 空108团    | 陕西咸阳市武功县 | 4XX7X    | 轰-6K | 中部战区空军第36轰炸机师（神威大队） |

#### 运输机部队
| 航空兵部队 | 驻地             | 战术编号 | 机型                                   | 备注                     |
| ---------- | ---------------- | -------- | -------------------------------------- | ------------------------ |
| 空37团     | 河南开封市       | 2XX4X    | 运-20                                  | 中部战区空军第13运输机师 |
| 空38团     | 湖北武汉市       | 2XX4X    | 运油-20                                | 中部战区空军第13运输机师 |
| 空39团     | 湖北宜昌市当阳市 | 2XX4X    | 伊尔-76                                | 中部战区空军第13运输机师 |
| 空100团    | 北京西郊机场     | B-40XX   | 空客319、波音737、CRJ200、庞巴迪CRJ700 | 中部战区空军第34运输机师 |
| 空101团    | 北京沙河机场     | B-40XX   | EC225、AS332                           | 中部战区空军第34运输机师 |
| 空102团    | 北京南郊机场     | B-40XX   | 波音737                                | 中部战区空军第34运输机师 |

#### 特种机部队
| 航空兵部队 | 驻地   | 战术编号 | 机型                  | 备注 |
| ---------- | ------ | -------- | --------------------- | ---- |
| 特种机团   | 北京市 | 55X4X    | 图-154D、里爾-35A/36A |      |

#### 无人机部队
| 航空兵部队 | 驻地         | 战术编号 | 机型   | 备注 |
| ---------- | ------------ | -------- | ------ | ---- |
| 空151旅    | 河北省沧州市 |          | 攻击-1 |      |

## 历任领导
| 司令员 1. 庄可柱 空军中将（2016年1月—2018年7月，中部战区副司令员兼） 2. 韩胜延 空军中将（2018年7月—，中部战区副司令员兼） | 政治委员 1. 刘绍亮 空军中将（2016年1月—2017年1月，中部战区副政治委员兼） 2. 郭普校 空军中将（2017年1月—2019年12月，中部战区副政治委员兼） 3. 王成男 空军中将（2020年4月—2021年，中部战区副政治委员兼） 4. 韩晓东 空军中将（2021年12月—2024年4月，中部战区副政治委员兼） 5. 商亚恒 空军中将（2024年5月—，中部战区副政治委员兼） |

| 副司令员 - 夏晓青 空军少将（2016年2月—） | 副政治委员 - 郭相杰 空军少将（2016年2月—2020年12月） - 康怀海 空军少将（2021年2月—） |

| 参谋长 副参谋长 - 刘明豹 空军少将（2016年—） - 刘春明 空军少将（2017年—） | 政治工作部主任 - 徐西盛 空军少将（2016年—2017年1月） 政治工作部副主任 - 武祥峰 空军少将（2016年—） - 姚丹江 空军少将（2016年—） |

| 保障部部长 保障部副部长 | 纪律检查委员会书记 - 卢君（2016年2月—2018年） - 衣剑辉（2018年—2019年6月） - 薛宏伟（2019年6月—2021年7月） 纪律检查委员会副书记 |